# Championnats de France de paratriathlon 2016
Navigation
2015 2017
Cet article présente les résultats des championnats de France de paratriathlon 2016, qui ont lieu à Montluçon le dimanche 8 mai 2016.

## Palmarès
Classement général de la course qui s'est déroulée sur distance S. 

### Hommes
| Scratch | Triathlète           | Temps           | Position           | Catégorie |
| ------- | -------------------- | --------------- | ------------------ | --------- |
| 1       | Yannick Bourseaux    | 54 min 10 s     | Médaille d'or      | PT4       |
| 2       | Ahmed Andaloussi     | 54 min 41 s     | Médaille d'or      | PT1       |
| 3       | Arnaud Grandjean     | 58 min 10 s     | Médaille d'or      | PT5       |
| 4       | Alexis Hanquinquant  | 58 min 42 s     | Médaille d'argent  | PT4       |
| 5       | Maxime Maurel        | 58 min 54 s     | Médaille de bronze | PT4       |
| 6       | Alexandre Paviza     | 1 h 0 min 7 s   | Médaille d'argent  | PT1       |
| 7       | Yann Guanter         | 1 h 1 min 13 s  | 4e                 | PT4       |
| 8       | Arnaud Savio         | 1 h 1 min 41 s  | Médaille d'argent  | PT5       |
| 9       | Sébastien Declerck   | 1 h 2 min 59 s  | Médaille de bronze | PT1       |
| 10      | Geoffroy Wersy       | 1 h 4 min 45 s  | Médaille d'or      | PT2       |
| 11      | Stéphane Bahier      | 1 h 5 min 35 s  | Médaille d'argent  | PT2       |
| 12      | Fabien Blanchet      | 1 h 6 min 24 s  | Médaille de bronze | PT5       |
| 13      | Franck Paget         | 1 h 7 min 8 s   | Médaille d'or      | PT3       |
| 14      | Jacques Saucede      | 1 h 8 min 7 s   | 5e                 | PT4       |
| 15      | Christophe Nicco     | 1 h 8 min 29 s  | 4e                 | PT5       |
| 16      | Jean Pierre Astrugue | 1 h 11 min 12 s | Médaille d'argent  | PT3       |
| 17      | Bernard Maudonnet    | 1 h 12 min 19 s | 6e                 | PT4       |
| 18      | Christophe Guerrin   | 1 h 16 min 30 s | Médaille de bronze | PT2       |
| 19      | Yannick Barbaste     | 1 h 8 min 29 s  | 7e                 | PT4       |
| 20      | Christian Peyrelon   | 1 h 21 min 20 s | 8e                 | PT4       |
| 21      | Christian Bresolin   | 1 h 26 min 48 s | 9e                 | PT4       |
| 22      | Adri Mohamed Amine   | 1 h 29 min 17 s | 4e                 | PT1       |
| 23      | David Pasquier       | 1 h 46 min 57 s | Médaille de bronze | PT3       |

### Femme
| Scratch | Triathlète        | Temps           | Catégorie         |     |
| ------- | ----------------- | --------------- | ----------------- | --- |
| 1       | Gwladys Lemoussu  | 1 h 4 min 43 s  | Médaille d'or     | PT4 |
| 2       | Manon Genest      | 1 h 9 min 4 s   | Médaille d'or     | PT3 |
| 3       | Élise Marc        | 1 h 13 min 18 s | Médaille d'or     | PT2 |
| 4       | Annouck Curzillat | 1 h 13 min 38 s | Médaille d'or     | PT5 |
| 5       | Fanny Cheval      | 1 h 23 min 21 s | Médaille d'argent | PT5 |